# Karl Dolmen
Karl Dolmen, född den 22 mars 1923 i Trondheim, död den 12 maj 1945 i Inderøy, var en norsk krigsförbrytare och medlem av Rinnanligan.
Till yrket var Dolmen verkstadsmekaniker. 1940 anslöt han sig till Nasjonal Samling, och därefter tjänstgjorde han bl.a. i Kriegsmarine. 
1942 blev han medlem i Rinnanligan, där han var andreman efter Henry Rinnan själv. När han infiltrerade norska motståndsgrupper använde sig Dolmen av aliaset Berge, och torterade personligen flera tillfångatagna motståndsmän under förhör.
Under ett attentat blev Dolmen skjuten i magen, men överlevde. Kort efter Nazitysklands kapitulation 1945 begick han självmord genom att spränga sig själv i luften under strider med Hjemmefronten.